# Romana
Romana (sardinski: Rumàna) je grad i općina (comune) u pokrajini Sassariju u regiji Sardiniji, Italija. Nalazi se na nadmorskoj visini od 267 metara i ima 543 stanovnika.
 Prostire se na 21,60 km². Gustoća naseljenosti je 25 st/km².
Susjedne općine su: Cossoine, Monteleone Rocca Doria, Padria, Thiesi i Villanova Monteleone.